# 노보데비치 묘지
노보데비치 묘지(러시아어: Новоде́вичье кла́дбище)는 러시아 모스크바에 있는 공동 묘지이다. 16세기 노보데비치 수도원 남쪽 벽 옆에 자리 잡고 있다.